# 1. divisjon 1958/59
Die Saison 1958/59 war die 20. Spielzeit der 1. divisjon, der höchsten norwegischen Eishockeyspielklasse. Meister wurde zum insgesamt siebten Mal in der Vereinsgeschichte Gamlebyen.

## Modus
In der Hauptrunde absolvierte jede der acht Mannschaften insgesamt 14 Spiele. Der Erstplatzierte der Hauptrunde wurde Meister. Für einen Sieg erhielt jede Mannschaft zwei Punkte, bei einem Unentschieden gab es einen Punkt und bei einer Niederlage null Punkte.

## Hauptrunde
Tabelle
|    | Klub                       | Sp | S  | U | N  | Tore  | Punkte |
| -- | -------------------------- | -- | -- | - | -- | ----- | ------ |
| 1. | Gamlebyen                  | 14 | 12 | 1 | 1  | 94:21 | 25     |
| 2. | Furuset Ishockey           | 14 | 8  | 2 | 4  | 81:50 | 18     |
| 3. | Vålerenga Ishockey         | 14 | 8  | 0 | 6  | 51:52 | 16     |
| 4. | Hasle                      | 14 | 6  | 2 | 6  | 39:62 | 14     |
| 5. | Tigrene                    | 14 | 5  | 3 | 6  | 45:43 | 13     |
| 6. | Allianseidrettslaget Skeid | 14 | 5  | 3 | 6  | 50:56 | 13     |
| 7. | Sinsen                     | 14 | 5  | 2 | 7  | 40:46 | 12     |
| 8. | Løren                      | 14 | 0  | 1 | 13 | 21:91 | 1      |

Sp = Spiele, S = Siege, U = unentschieden, N = Niederlagen, OTS = Overtime-Siege, OTN = Overtime-Niederlage, SOS = Penalty-Siege, SON = Penalty-Niederlage